# Bronzen metaalwapenvlieg
De bronzen metaalwapenvlieg (Sargus iridatus) is een vliegensoort uit de familie van de wapenvliegen (Stratiomyidae). De wetenschappelijke naam van de soort is voor het eerst geldig gepubliceerd in 1763 door Scopoli. De vlieg komt vooral voor in zuidoost Kanto.